# Ruine Alt-Süns

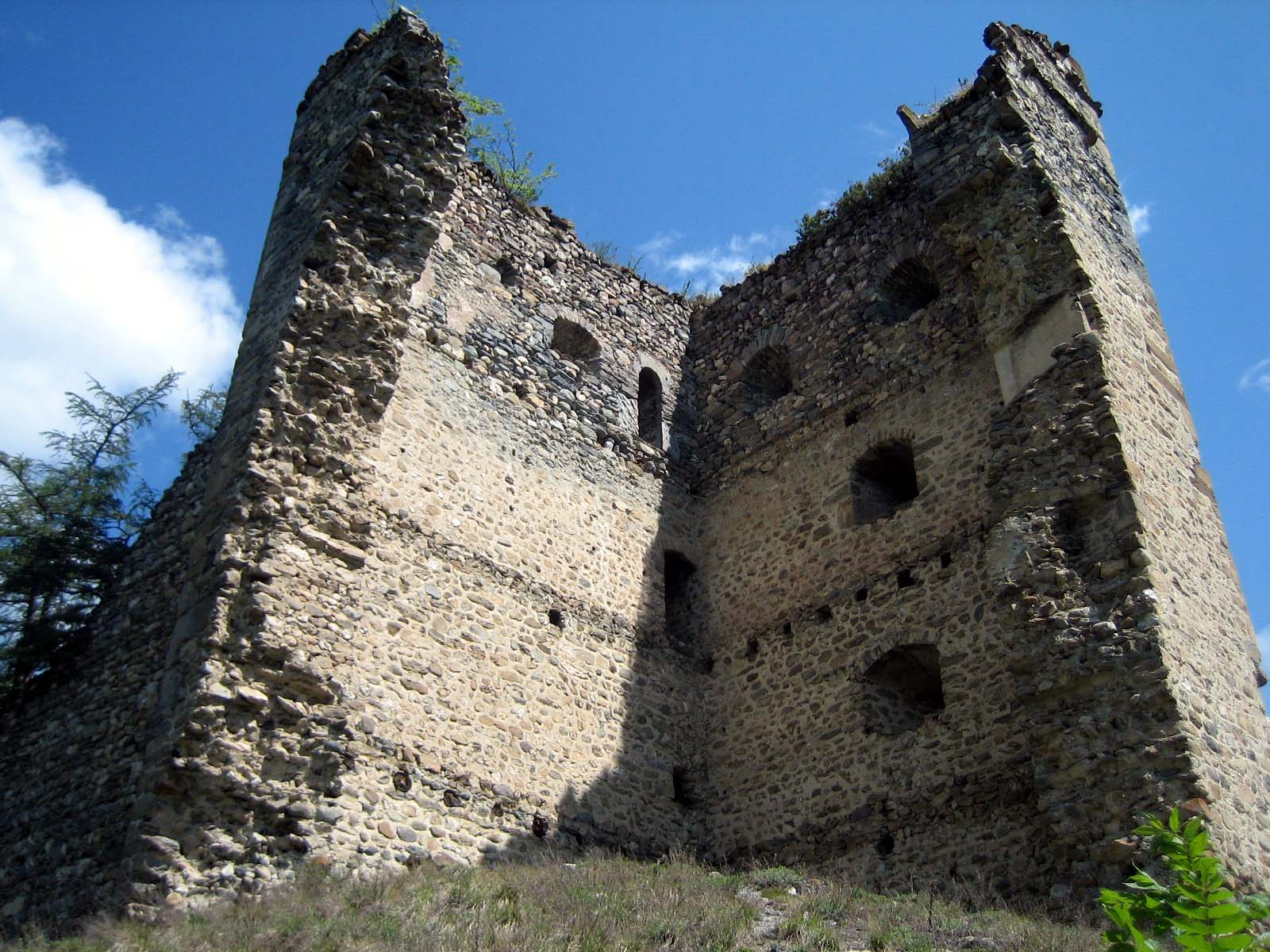
Ruine Alt-Süns

Die Ruine Alt-Süns ist die Ruine einer Höhenburg am westlichen Dorfrand von Paspels im Domleschg im Schweizer Kanton Graubünden.

## Lage
Die Reste der ehemaligen Burg liegen bei 784 m ü. M. auf einem kleinen Hügel im Gemeindegebiet von Paspels und ist vom Dorf aus über einen kurzen, steilen Fussweg erreichbar. Unweit der Ruine Alt-Süns stehen im Süden die Reste der Burg Neu-Süns oder Canova.

## Burganlage
Vom starken Bering, der einst das längliche Burgareal umgab, sind nur noch geringe Reste erhalten. Auf dem tiefer liegenden mit Schutt bedecktem Plateau im Südwesten ist könnten möglicherweise Ställe oder Wirtschaftsgebäude gestanden haben. Auf der höchsten Stelle der Anlage stand im Nordosten der imposante massive Wohnturm (Bergfried) mit viereckigem Grundriss. Ungewohnt ist der heutige Erhaltungszustand: Zweieinhalb Seiten stehen noch in ihrer ursprünglichen Höhe, der Rest ist bis zum Boden abgetragen worden. Dieses Bild ist beispielsweise auch in der benachbarten Burg Canova anzutreffen und ist das Zeichen einer gewaltsamen Zerstörung, bei der durch das Niederreissen einer Turmseite das ganze Gebäude unbrauchbar gemacht wurde.
An der Abrisskante im Südwesten sind Spuren des einstigen Hocheingangs erkennbar. An den Balkenlöchern lassen sich drei Obergeschosse ausmachen, die durch Holzböden voneinander getrennt waren. Die Wohnräume lagen im dritten und vierten Stockwerk. Jedes Geschoss war auf der Nordseite mit einem Aborterker ausgestattet, teilweise sind noch die Erker vorhanden. Der unterste ist nachträglich zugemauert worden. Interessant sind die unterschiedlichen Arten der Mauern: in den unteren Geschossen Pietra Rasa, weiter oben mit Fugenstrich und zuoberst Bruchsteine und Kiesel. Von einer hölzernen Laube am obersten Geschoss sind noch Spuren erkennbar.
Die Innenseite der Wände zeigt Spuren des einstigen Verputzes. An die Westseite des Turmes schliesst sich ein jüngeres Stück Ringmauer an, das aus grossen Kieseln im Ährenverband errichtet worden ist.

## Geschichte
Über die Entstehung der Burg liegen keine Angaben vor; die sichtbaren Mauern dürften gegen 1200 erbaut worden sein. Vermutlich ist die Burg eine Gründung der mächtigen Freiherren von Vaz, in deren Besitz sie 1285 als castrum Sunnes urkundlich bezeugt ist. Nach dem Tod des letzten Vazers Donat von Vaz im Jahr 1337 gelangte die Burg an die Herren von Werdenberg-Sargans, wurde 1365 von Ursula von Werdenberg, geb. Vaz und ihrem Sohn Johann vorübergehend an das Haus Matsch verpfändet (…burg und vesti die alte suns…) und gelangte am Ende des Jahrhunderts wieder an die Werdenberger.
1452 fiel die Burg Alt-Süns so wie manche andere Burg der Schamserfehde zum Opfer, dem Aufstand der Talleute gegen die Herrschaft des Hauses Werdenberg. Auf einen Wiederaufbau verzichteten die Grafen, da dafür eine Bewilligung des Grauen und des Gotteshausbundes erforderlich gewesen wäre.
Da der Burghügel in der biologischen Schutzzone der „Trockenstandorte im äusseren Domleschg“ liegt, kann ein geplanter neuer Fussweg zur Ruine nicht realisiert werden. Für eine Sanierung von Alt-Süns ohne sichere Erschliessung müssen zuerst neue Geldgeber gefunden werden.

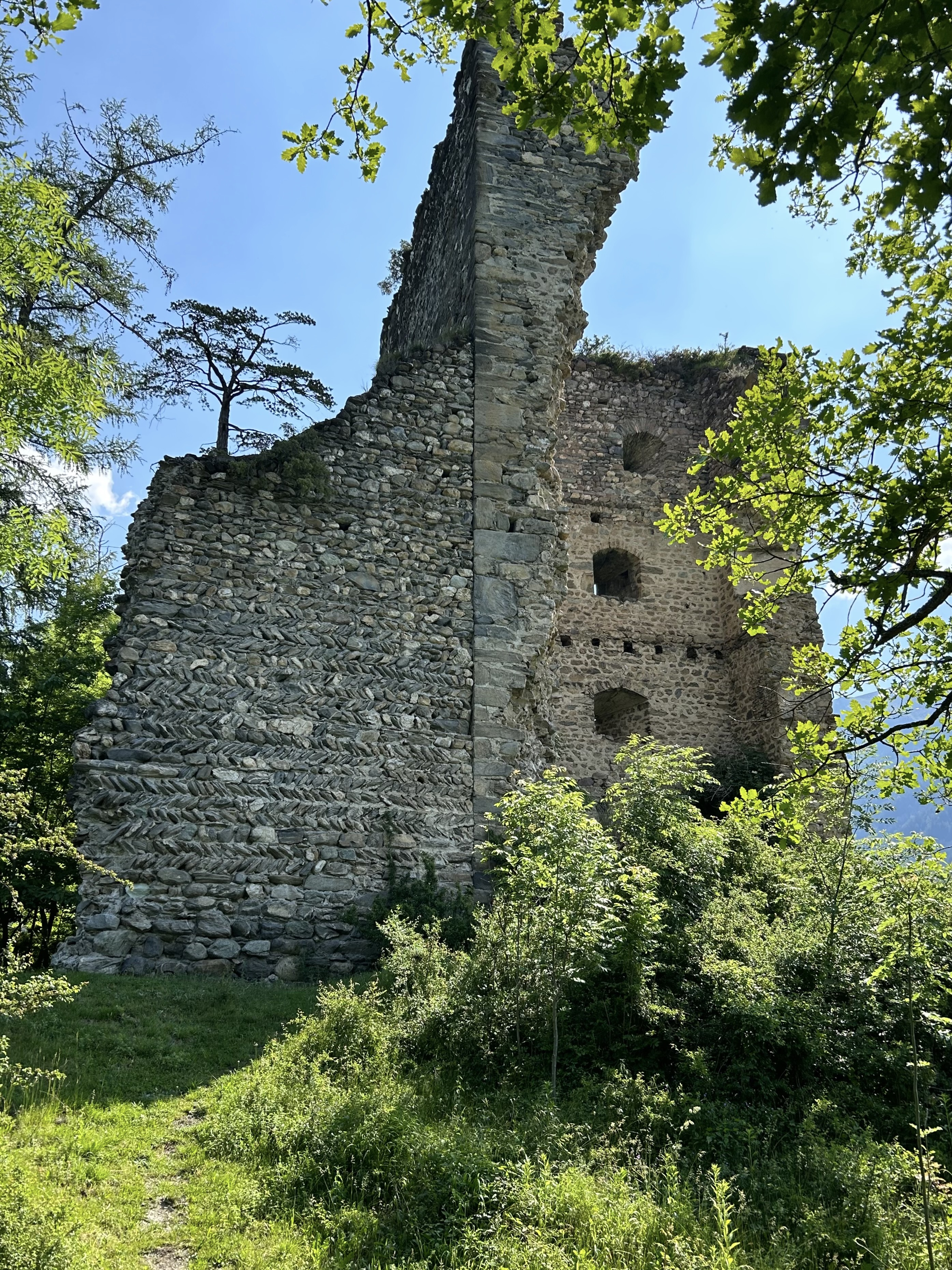
Anfang des Berings in Opus spicatum
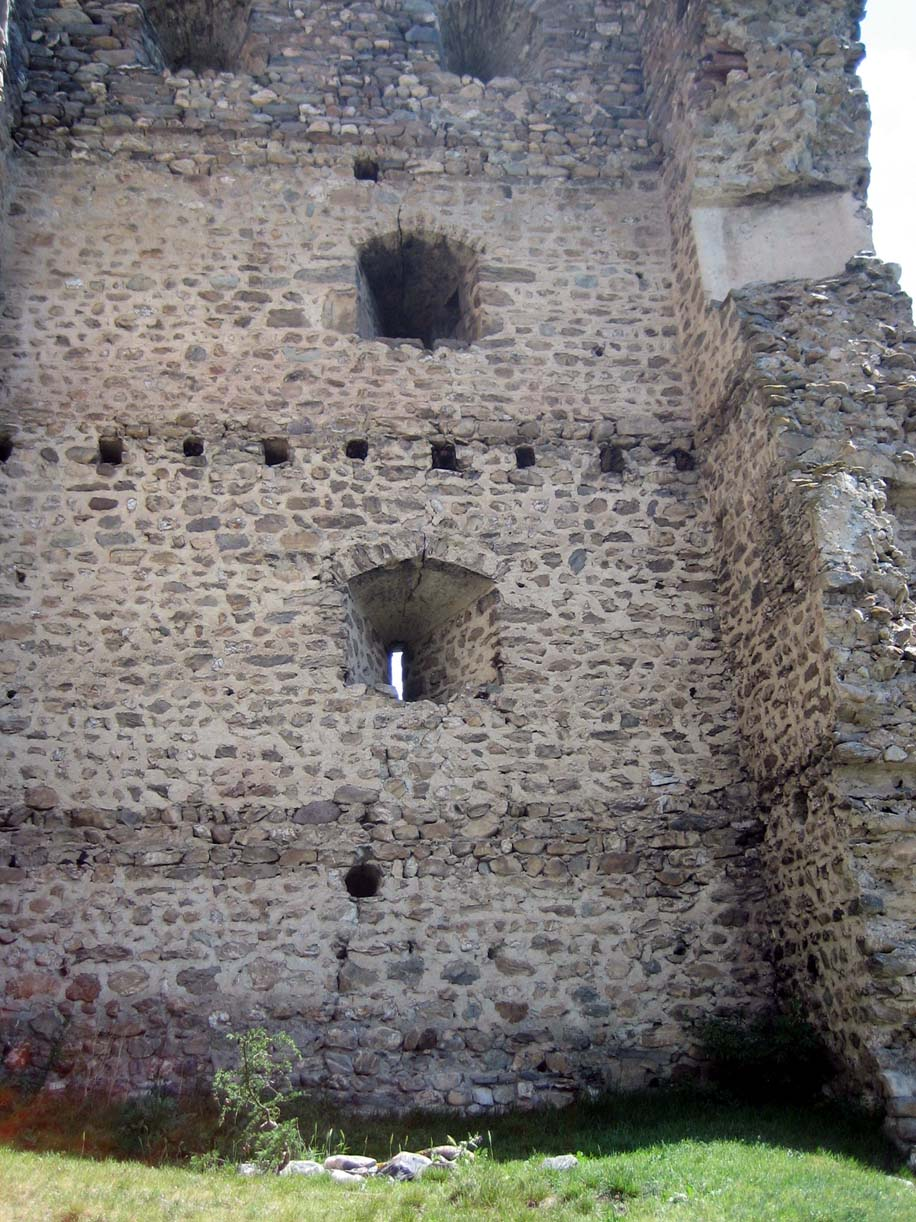
Nordwand
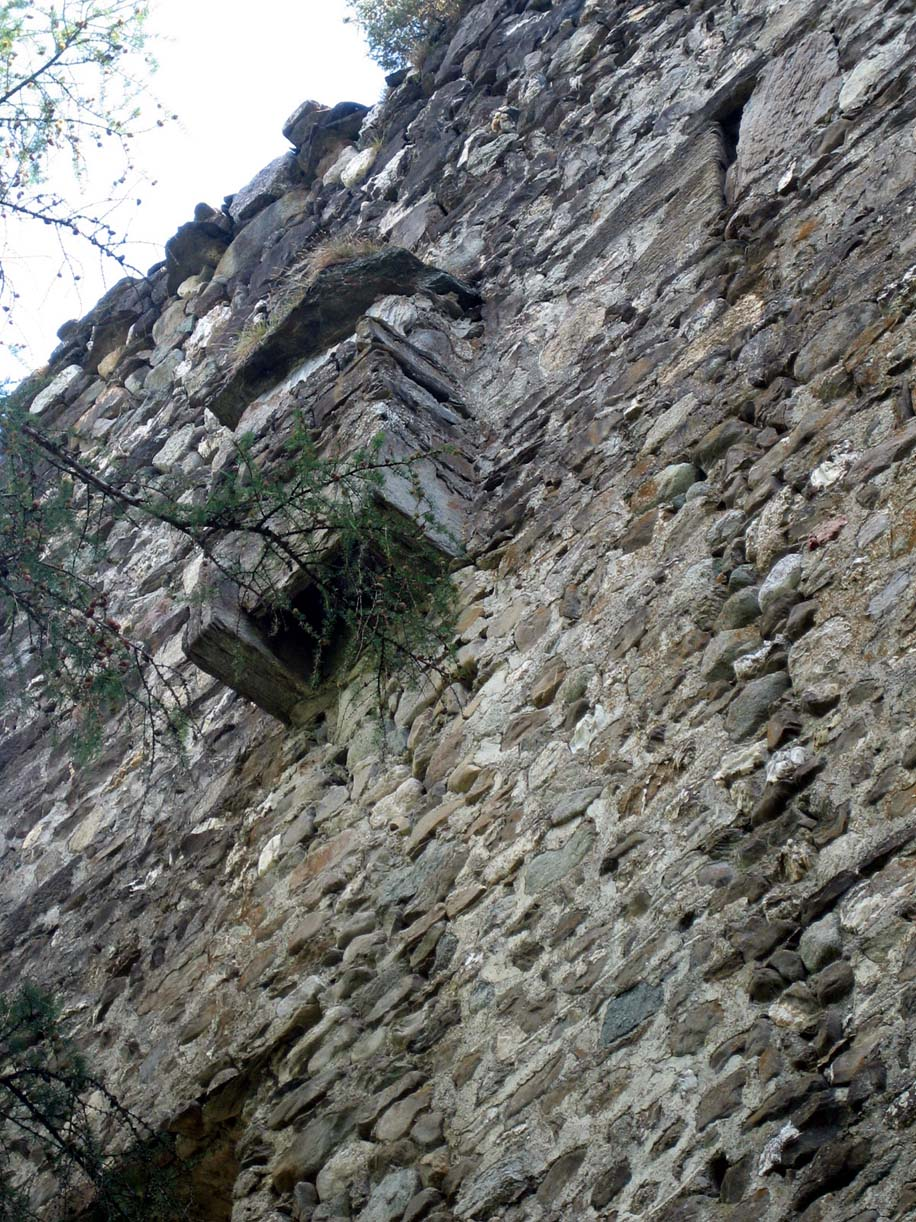
Aborterker
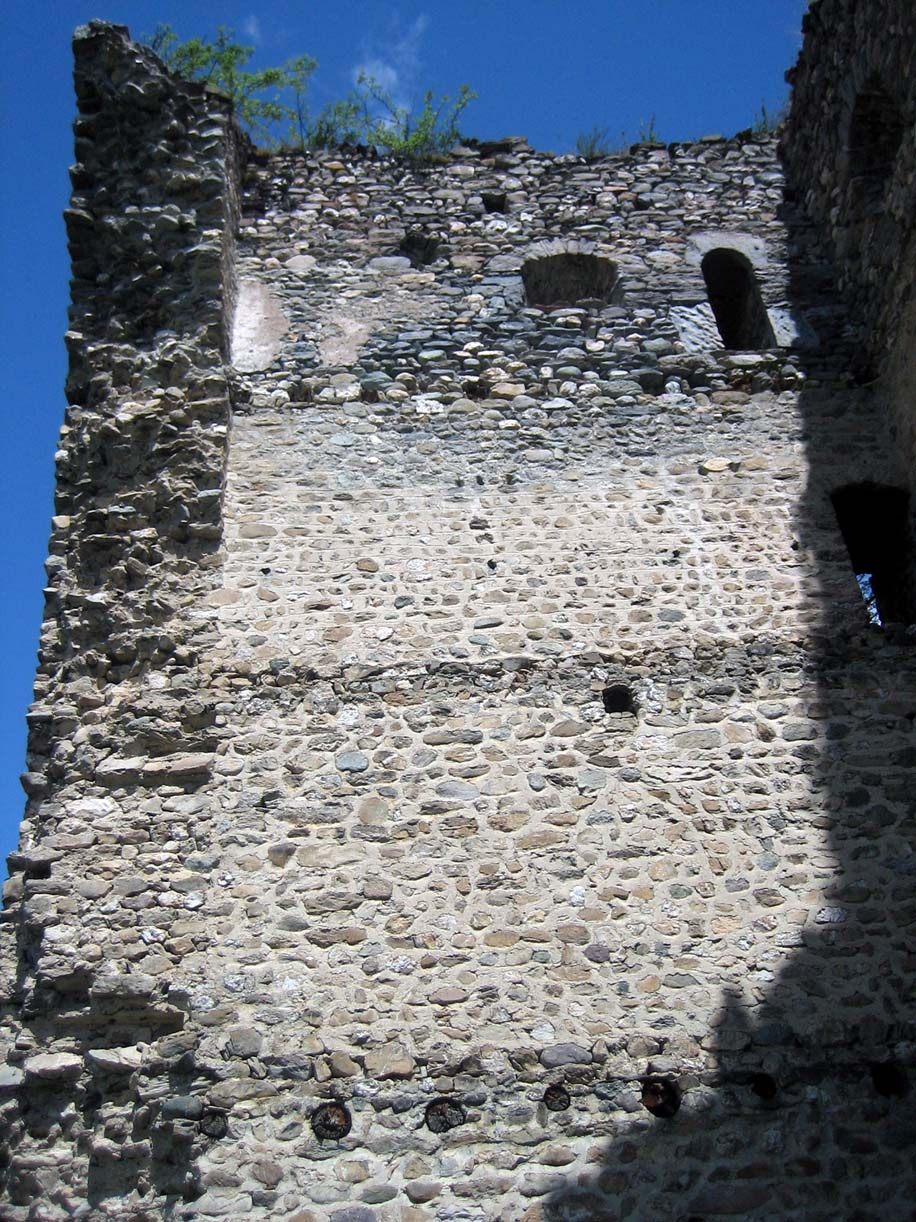
Ostmauer
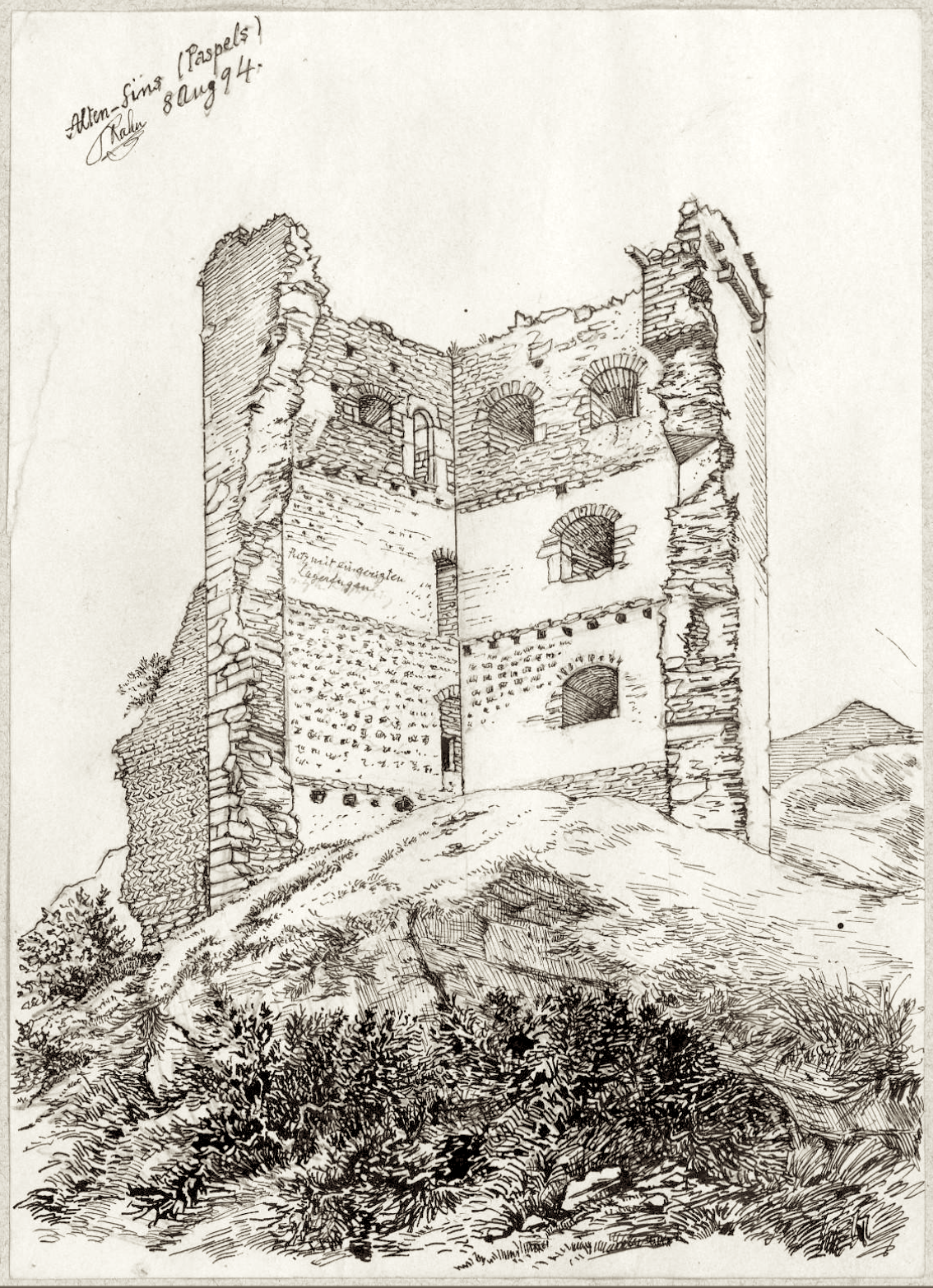
Zeichnung von Johann Rudolf Rahn, 1894